# Каменево (Ливенский район)
Каменево — деревня в Ливенском районе Орловской области России.
Входит в состав Козьминского сельского поселения.

## География
Расположена северо-западнее посёлка Берёзово-Воротынский, с которым связана просёлочной дорогой.
В деревне имеются три улицы — Песочная, Лесная и Луговая.

## Население
| 2002 | 2010 |
| ---- | ---- |
| 167  | ↘98  |

### Известные люди
В Каменево родился Герой Советского Союза Зуйков Алексей Васильевич (1916—1977).